# Tant de choses à vous dire
Albums de Anne Sylvestre
Écrire pour ne pas mourir Olympia 86
Tant de choses à vous dire est un album d'Anne Sylvestre paru dans la maison de production qu'elle a créée.

## Historique
Sorti en 1986, c'est le seizième album d'Anne Sylvestre.
Le dos de la pochette porte un texte de Marie Chaix intitulé : « Anne ou Ma sœur est une sorcière »,.

## Titres
Toutes les chansons sont écrites et composées par Anne Sylvestre.
| No  | Titre                             | Durée      |
| --- | --------------------------------- | ---------- |
| 1.  | Maman elle est pas si bien que ça | 4 min 46 s |
| 2.  | Comme un personnage de Sempé      | 3 min 18 s |
| 3.  | Ça va m'faire drôle               | 4 min 34 s |
| 4.  | L'autre et l'une                  | 4 min 07 s |
| 5.  | Que vous êtes beaux               | 2 min 02 s |
| 6.  | Tant de choses à vous dire        | 3 min 19 s |
| 7.  | Les Années qui cognent            | 2 min 16 s |
| 8.  | Gulliverte                        | 4 min 01 s |
| 9.  | Pas encore pas déjà               | 3 min 34 s |
| 10. | Pas difficile                     | 4 min 02 s |

## Musiciens
- Chef d'orchestre : François Rauber

## Production
- Anne Sylvestre